# Варенгольц
Варенгольц (нім. Wahrenholz) — громада в Німеччині, розташована в землі Нижня Саксонія. Входить до складу району Гіфгорн. Складова частина об'єднання громад Везендорф.
Площа — 57,99 км2. Населення становить 3700 ос. (станом на 31 грудня 2021).

## Галерея

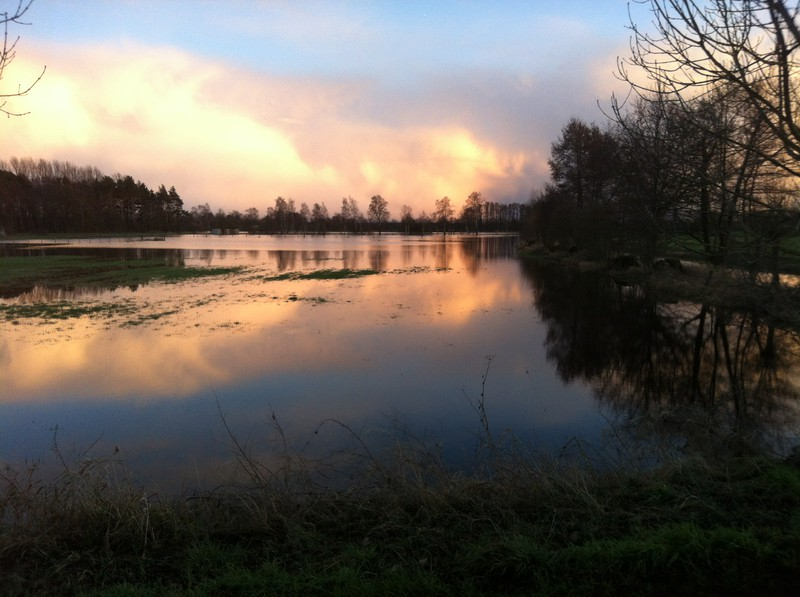
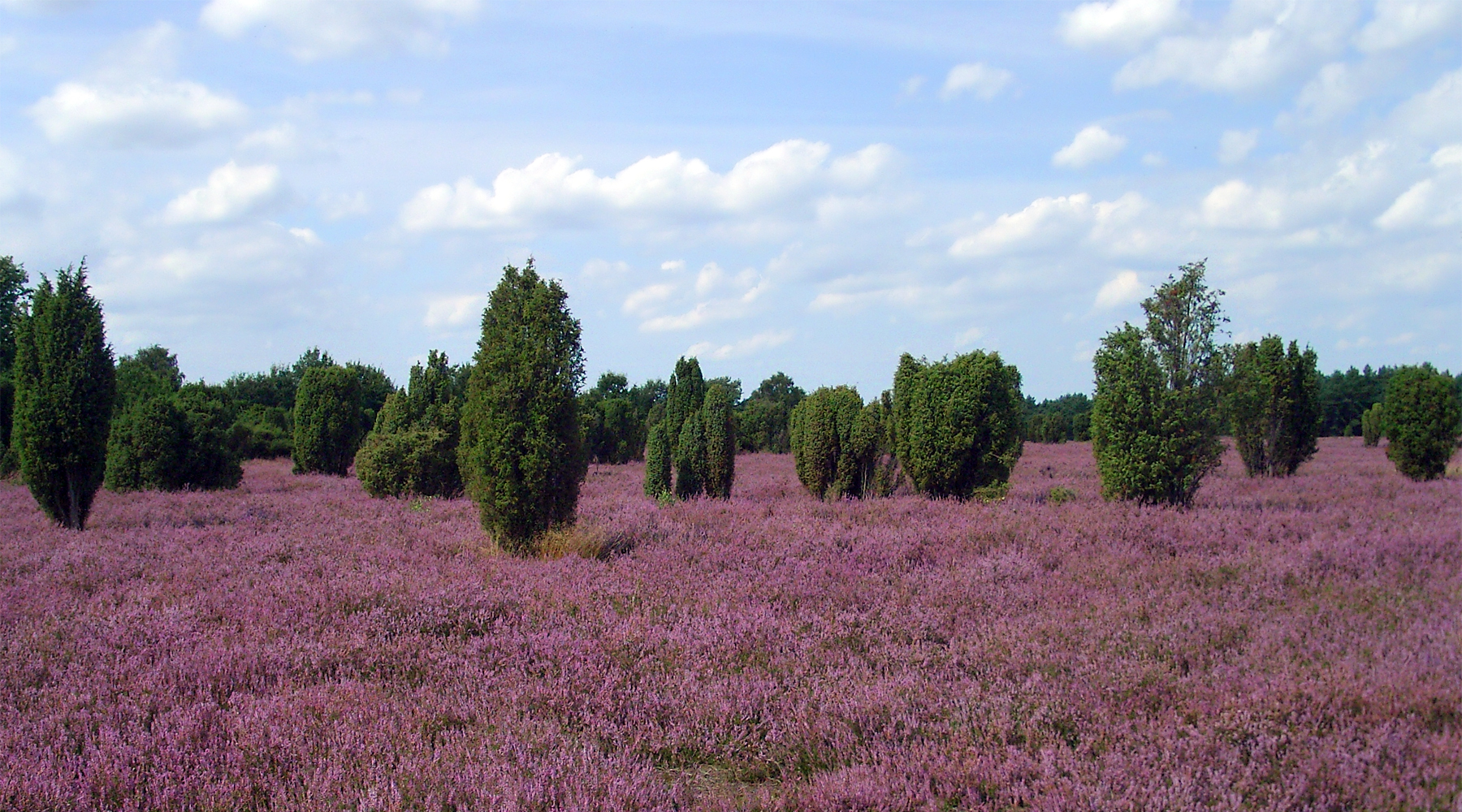
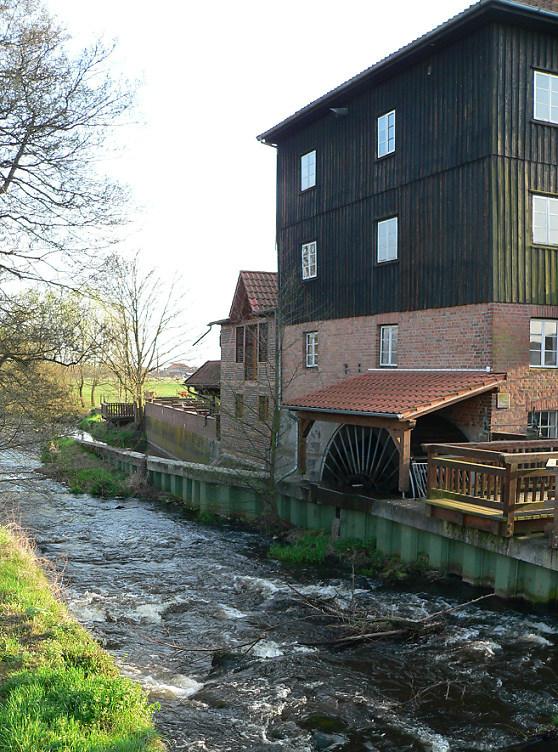
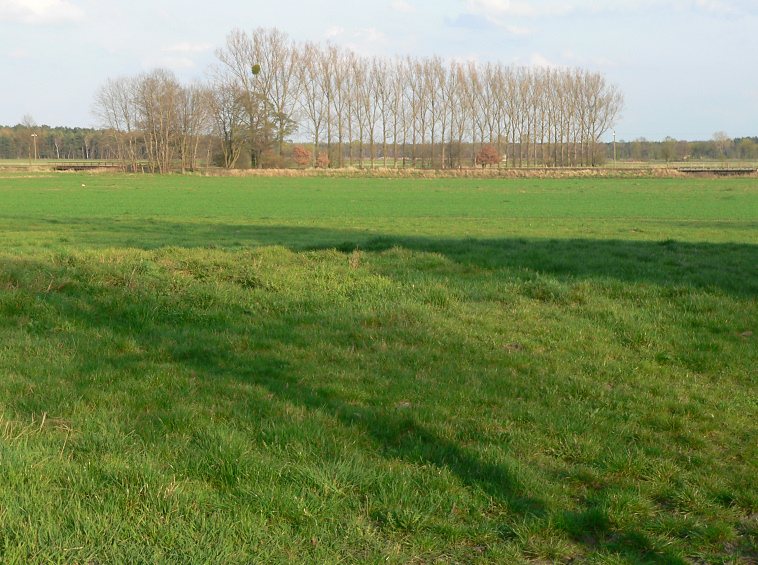

## Відомі особистості
В поселенні народився:
- Вольф-Дітер Льозер (* 1949) — німецький військовий.